# The Contractor and the Assassin
The Contractor and the Assassin är Loghs första EP, utgiven 2003 på Bad Taste Records. Titelspåret "The Contractor and the Assassin" finns även med på studioalbumet The Raging Sun, medan övriga låtar är tidigare outgivna.

## Låtlista
All text och musik av Mattias Friberg.
1. "The Contractor and the Assassin"
2. "The Bones of Generations (SCJ Version)"
3. "The King of Romania"
4. "NoFo"
5. "Wild Card"

### Fotnoter
1. ↑  ”The Contractor and the Assassin”. Discogs.com. http://www.discogs.com/Logh-The-Contractor-And-The-Assassin/release/2283773. Läst 14 januari 2012.
2. ↑  ”The Contractor and the Assassin”. Bad Taste Records. Arkiverad från originalet den 25 augusti 2010. https://web.archive.org/web/20100825224903/https://www.badtasterecords.se/records.asp?id=170. Läst 14 januari 2012.